# Isla de S'Arenella
La isla de S'Arenella (Illa de S'Arenella) es una isla privada situada en la provincia de Gerona (Cataluña, España).

## Descripción
Situada en el límite Este de la bahía de Cadaqués. Tiene una superficie de 2'5 hectáreas y su forma es redonda, casi completamente de piedra. Toda la mitad norte de la isla está ocupada por un viejo y restaurado palacete rodeado de un gran espacio ajardinado y piscina, donde antaño se celebraban grandes fiestas de fama internacional. En la actualidad se alquila por semanas para vacaciones, o bien para celebraciones. Existe un pequeño embarcadero junto a esa casona, debido a la inexistencia de calas que permitan el varado.
- Datos: Q20545650
- Multimedia: S'Arenella / Q20545650